# Schwanzlose Blattnasen
Die Schwanzlosen Blattnasen (Coelops) sind eine Fledermausgattung in der Familie der Rundblattnasen, mit zwei Arten, die im Osten und Südosten Asiens vorkommen.
Folgende Arten zählen zur Gattung:
- Die Ostasiatische Schwanzlose Blattnase (Coelops frithi) ist vom Osten Indiens und Süden Chinas (inklusive Taiwan) bis nach Bali verbreitet.
- Die Malaiische Schwanzlose Blattnase (Coelops robinsoni) lebt im südlichen Teil der Malaiischen Halbinsel sowie auf Borneo.
- Die Philippinische Schwanzlose Blattnase (Coelops robinsoni hirsutus) ist nur auf zwei philippinischen Inseln heimisch. Sie wurde früher als eigenständige Art Coelops hirsutus angesehen.

Diese Fledermäuse erreichen eine Kopf-Rumpf-Länge von 28 bis 50 mm sowie eine Unterarmlänge von 33 bis 47 mm. Coelops frithi ist mit einem Gewicht von 7 bis 9 g schwerer als Coelops robinsoni, die 6 bis 7 g wiegt. Wie der deutsche Trivialname andeutet, fehlt der Schwanz oder er ist nur ein unscheinbarer Stummel. Das Fell der Arten hat auf dem Rücken eine schokoladenbraune, graubraune oder schwarzbraune Farbe, während die Unterseite hellbraun bis aschgrau ist. Das Nasenblatt besitzt wie bei den anderen Rundblattnasen eine hufeisenförmige Grundform. Weitere kleinere Teile des Nasenblatts sind meist unter dicht stehenden, steifen Haaren versteckt. Die Ohren ähneln in ihrer Form Micky-Maus-Ohren.
Über die Lebensweise dieser Fledermäuse ist nur sehr wenig bekannt. Sie ruhen unter anderem in Höhlen, in Bunkern aus dem Zweiten Weltkrieg (Pillbox) oder in ausgehöhlten Bäumen. Dort bilden sie kleine Kolonien mit bis zu 16 Exemplaren.